# Rudolph van Veen
Rudolph van Veen (Weelde, Belgija, 26. siječnja 1967.) je nizozemski kulinarski majstor i televizijski voditelj. U domovini je popularnost stekao zahvaljujući emisiji Life & Cooking, dok je međunarodnoj javnosti postao poznat zahvaljujući emisiji Rudolph's Bakery koja se emitira na kanalu 24Kitchen.

## Emisije
- Life & Cooking (2000. – 2005.)
- Ljetno izdanje emisije Life & Cooking, uključujući emisiju Tutti Bene Lekker iz Toskane (2004.)
- Rob & Rudolph's Kerstdiner (s Robom Verlindenom; 2003. – 2004.)
- Dancing with the Stars (natjecatelj; 2005.)
- Food & Fit (2005.)
- The Taste of Life Travel (na kanalu NET 5; 2007.)
- The Taste of Life Travel (na kanalu RTL 4; 2008. – 2009.)
- De Club van Sinterklaas (2009.)
- Laat ze maar lachen (2009.)
- The Taste of Life Basics (2010.)
- TV Kantine
- Carlo & Irene: Life4You (2009. – 2012.)
- De Makkelijke Maaltijd (2011.-danas)
- Rudolph's Bakery (2011.-danas)

## Vanjske poveznice
- House of Talent: Rudolph van Veen
- Rudolph van Veen na kanalu 24Kitchen